# Metahygrobiella albula
Metahygrobiella albula är en bladmossart som först beskrevs av Franz Stephani, och fick sitt nu gällande namn av Riclef Grolle. Metahygrobiella albula ingår i släktet Metahygrobiella och familjen Cephaloziaceae. Inga underarter finns listade i Catalogue of Life.